# Акуевка
Акуевка — упразднённое село в Хабарском районе Алтайского края России. Располагалось на территории современного Зятьково-Реченского сельсовета. Точная дата упразднения не установлена.

## География
Располагалось в 10 км к северо-востоку от села Зятькова Речка.

## История
Основано в 1911 году. В 1928 г. поселок Акуевский состоял из 54 хозяйств. Центр Акуевского сельсовета Хабаровского района Славгородского округа Сибирского края.

## Население
В 1926 г. в посёлке проживало 267 человек (127 мужчин и 140 женщин), основное население — украинцы.